# Boxe nos Jogos Olímpicos de Verão de 1936
O boxe nos Jogos Olímpicos de Verão de 1936 foi realizado em Berlim, na Alemanha, com oito eventos disputados.

## Eventos do boxe
Masculino: Peso mosca | Peso galo | Peso pena | Peso leve | Peso meio-médio | Peso médio | Peso meio-pesado | Peso pesado

## Peso mosca (até 50,8kg)
| Pos. | País                 | Atletas      |
| ---- | -------------------- | ------------ |
|      | Alemanha (GER)       | Willi Kaiser |
|      | Itália (ITA)         | Gavino Matta |
|      | Estados Unidos (USA) | Louis Laurie |

## Peso galo (até 54kg)
| Pos. | País                 | Atletas        |
| ---- | -------------------- | -------------- |
|      | Itália (ITA)         | Ulderico Sergo |
|      | Estados Unidos (USA) | Jack Wilson    |
|      | México (MEX)         | Fidel Ortiz    |

## Peso pena (até 57,15kg)
| Pos. | País                | Atletas           |
| ---- | ------------------- | ----------------- |
|      | Argentina (ARG)     | Oscar Casanovas   |
|      | África do Sul (RSA) | Charles Catterall |
|      | Alemanha (GER)      | Josef Miner       |

## Peso leve (até 61,24kg)
| Pos. | País          | Atletas          |
| ---- | ------------- | ---------------- |
|      | Hungria (HUN) | Imre Harangi     |
|      | Estônia (EST) | Nikolai Stepulov |
|      | Suécia (SWE)  | Erik Agren       |

## Peso meio-médio (até 66,68kg)
| Pos. | País            | Atletas                  |
| ---- | --------------- | ------------------------ |
|      | Finlândia (FIN) | Sten Suvio               |
|      | Alemanha (GER)  | Michael Murach           |
|      | Dinamarca (DEN) | Gerhard Sigvald Petersen |

## Peso médio (até 72,57kg)
| Pos. | País            | Atletas        |
| ---- | --------------- | -------------- |
|      | França (FRA)    | Jean Despeaux  |
|      | Noruega (NOR)   | Henry Tiller   |
|      | Argentina (ARG) | Raul Villareal |

## Peso meio-pesado (até 79,38kg)
| Pos. | País            | Atletas              |
| ---- | --------------- | -------------------- |
|      | França (FRA)    | Roger Michelot       |
|      | Itália (ITA)    | Richard Vogt         |
|      | Argentina (ARG) | Francisco Risiglione |

## Peso pesado (+ 79,38kg)
| Pos. | País            | Atletas       |
| ---- | --------------- | ------------- |
|      | Alemanha (GER)  | Herbert Runge |
|      | Argentina (ARG) | José Lovell   |
|      | Noruega (NOR)   | Erling Nilsen |

## Quadro de medalhas do boxe
| Ordem | País               | Medalha de ouro | Medalha de prata | Medalha de bronze | Total |
| ----- | ------------------ | --------------- | ---------------- | ----------------- | ----- |
| 1     | GER Alemanha       | 2               | 1                | 1                 | 4     |
| 2     | FRA França         | 2               | 0                | 0                 | 2     |
| 3     | ITA Itália         | 1               | 2                | 0                 | 3     |
| 4     | ARG Argentina      | 1               | 1                | 2                 | 4     |
| 5     | HUN Hungria        | 1               | 0                | 0                 | 1     |
| 5     | FIN Finlândia      | 1               | 0                | 0                 | 1     |
| 7     | USA Estados Unidos | 0               | 1                | 1                 | 2     |
| 7     | NOR Noruega        | 0               | 1                | 1                 | 2     |
| 9     | RSA África do Sul  | 0               | 1                | 0                 | 1     |
| 9     | EST Estônia        | 0               | 1                | 0                 | 1     |
| 11    | DEN Dinamarca      | 0               | 0                | 1                 | 1     |
| 11    | MEX México         | 0               | 0                | 1                 | 1     |
| 11    | SWE Suécia         | 0               | 0                | 1                 | 1     |